# Динамо (бенді клуб, Москва)
«Дина́мо» — російський бенді клуб з Москви.

## Історія
Клуб заснований в 1923 році. Команда стала першим чемпіоном СРСР з хокею з м'ячем у 1936, а наступного року першим володарем Кубка СРСР.
У післявоєнні роки команда остаточно вийшла на лідируючі позиції в радянському хокеї з м'ячем. У суперництві зі свердловськими, хабаровськими та московськими армійцями, а також з одноклубниками з Алма-Ати біло-блакитні 15 разів піднімалися на найвищу сходинку п'єдесталу пошани чемпіонату СРСР.
З 1980-х динамівці поступово втрачають лідируючі позиції в чемпіонаті СРСР, а з розпадом останнього в столичного клубу з'явились і фінансові проблеми. Після сезону 2000/01, в якому динамівці посіли останнє місце, покинули Вищий російський дивізіон.
Відродження клубу почалось у 2004 зі зміною керівництва клубу та поверненням до вищого дивізіону в сезоні 2004/05 років.
Вже наступного сезону команда перемогла в чемпіонаті Росії, а згодом здобула і Кубок Росії.

## Досягнення
- Чемпіон СРСР (15): 1936, 1951, 1952, 1961, 1963, 1964, 1965, 1967, 1969, 1970, 1972, 1973, 1975, 1976, 1978.
- Чемпіон Росії (9): 2006, 2007, 2008, 2009, 2010, 2012, 2013, 2020, 2022.
- Володар Кубка СРСР (13): 1937, 1938, 1940, 1941, 1947, 1948, 1949, 1950, 1951, 1952, 1953, 1954, 1987.
- Володар Кубка Росії (9): 2005 (осінь), 2006, 2008, 2010/11, 2011, 2012, 2019, 2020, 2021.
- Володар Кубка європейських чемпіонів (6): 1975, 1976, 1977, 2006, 2008, 2009.
- Володар Кубка світу (3): 2006, 2007, 2013.
- Чемпіон Москви (15): 1930, 1931, 1934, 1935, 1936, 1937, 1938, 1939, 1945, 1948, 1949, 1950, 1951, 1952, 1953.
- Володар Кубка Москви (10): 1940, 1941, 1944, 1947, 1948, 1949, 1950, 1951, 1952, 1953.
- Володар Кубка РРФСР (2): 1949, 1950.
- Володар Суперкубка Росії (2): 2012/13, 2013/14.

## Відомі гравці
В 40–50 роках були неодноразовами випадки, коли гравці виступали у декількох видах спорту (футбол, теніс, хокей з шайбою, хокей з м'ячем). Серед таких за «Динамо» грали:
- Блінков Всеволод Костянтинович
- Поставнін Микола Васильович
- Савдунін Володимир Григорович
- Трофімов Василь Дмитрович
- Чернишов Аркадій Іванович
- Численко Ігор Леонідович
- Якушин Михайло Йосипович